# Tipula (Odonatisca) kamchatkensis
Tipula (Odonatisca) kamchatkensis is een tweevleugelige uit de familie langpootmuggen (Tipulidae). De soort komt voor in het Palearctisch gebied.